# Ричард Прайс
Ричард Прайс (на английски: Richard Price) е американски журналист, сценарист и писател на бестселъри в жанра трилър и криминален роман. Писал е и под псевдонима Хари Брант (Harry Brandt).

## Биография и творчество
Ричард Прайс е роден на 12 октомври 1949 г. в Бронкс, Ню Йорк, САЩ, в средното еврейско семейство на Милтън Прайс и Хариет Розенбаум. Завършва гичназия в Бронкс през 1967 г. Получава през 1971 г. бакалавърска степен по индустриални и трудови отношения от университета Корнел и магистърска степен по творческо писане от Колумбийския университет. Специализира творческо писане в Станфордския университет.
Дебютният му криминален роман „The Wanderers“ (Странниците) е публикуван през 1974 г. Действието му се развива в Бронкс през 1962 г. и е посветен на темата на съзряването. През 1979 г. е екранизиран в едноименния филм с участието на Кен Уол, Карън Алън и Джон Фридрих.
През 1976 г. е издаден вторият му роман „Bloodbrothers“. През 1978 г. е екранизиран с участието на Пол Сорвино, Тони Ло Бианко и Ричард Гиър.
През 1986 г. сценарият му за филма „Цветът на парите“ е номиниран за наградата „Оскар“.
Романът му „Пласьори на дрога“ е издаден през 1992 г., а през 1995 г. е екранизиран с участието на Харви Кайтел, Джон Туртуро и Делрой Линдо.
Романът му „Freedomland“ е екранизиран във филма „Фрийдъмленд“ с участието на Джулиан Мур, Самюъл Джаксън и Еди Фалко.
Автор е на много сценарии за филми и телевизионни сериали. През 2007 г. получава награда „Едгар“ за телевизионния сериал „Наркомрежа“.
Произведенията на писателя представят градска Америка в края на 20 век по реалистичен начин, което му носи значително литературно признание. Няколко от неговите романи имат за фон измисления град Демпси в Северен Ню Джърси, а стилът му се характеризира с хумор, съспенс, и изчистен диалог.
През 1999 г. получава награда за литература от Американската академия за изкуства и литература. През 2009 г. е приет за член на Академията.
Публикува статии в „Ню Йорк Таймс“, „Ескуайър“, „Нй Йоркър“, „Вилидж Войс“, и др. Преподавал е творческо писане в Йелския университет.
Ричард Прайс живее със семейството си в Харлем, Ню Йорк.

## Произведения

### Самостоятелни романи
- The Wanderers (1974)
- Bloodbrothers (1976)
- Ladies' Man (1978)
- The Breaks (1983)
- Clockers (1992)
Пласьори на дрога, изд.: „Албор“, София (2000), прев. Борис Милев
- Freedomland (1998)
- Samaritan (2003)
- Lush Life (2008)
- The Whites (2015) – като Хари Брант

### Сборници
- Three Screenplays (1993)

### Екранизации
- 1978 Bloodbrothers – по романа
- 1979 The Wanderers – по романа
- 1986 Цветът на парите, The Color of Money – сценарий
- 1986 Улици от злато, Streets of Gold
- 1987 Michael Jackson: Bad – кратък филм
- 1987 Arena Brains – кратък филм
- 1989 Нюйоркски истории – история, част от „Life Lessons“
- 1989 Море от любов – история
- 1992 Нощ над града – сценарий
- 1993 Бясното куче и Глория – история
- 1995 Целувката на смъртта – сценарий
- 1995 Michael Jackson: Video Greatest Hits – HIStory – документален
- 1995 Пласьори – по романа „Пласьори на дрога“, сценарий
- 1996 Откуп – сценарий
- 2000 Шафт – сценарий
- 2006 Фрийдъмленд – по романа, сценарий
- 2004 – 2008 Наркомрежа, The Wire – ТВ сериал, 5 епизода
- 2012 NYC 22 – ТВ сериал, 13 епизода
- 2013 Life Lessons – кратък филм
- 2015 Дете 44 – сценарий
- 2016 Злокобна нощ, The Night Of – ТВ минисериал, 9 епизода
- 2017 The Deuce – ТВ сериал, 1 епизод